# Warham (Norfolk)
Warham – wieś w Anglii, w hrabstwie Norfolk, w dystrykcie North Norfolk. Leży 44 km na północny zachód od Norwich i 174 km na północny wschód od Londynu. Miejscowość liczy 193 mieszkańców.